# Kevin Edwards
Kevin Durell Edwards (ur. 30 października 1965 w Cleveland Heights) – amerykański koszykarz, występujący na pozycji rzucającego obrońcy.

## Osiągnięcia
NBA
- Zaliczony do II składu debiutantów NBA (1989)[1]